# Scott Quinnell
Leon Scott Quinnell (Swansea, 20 agosto 1972) è un ex rugbista a 13 e a 15, giornalista e conduttore televisivo britannico, in carriera sportiva internazionale per il Galles in entrambe le discipline.

## Biografia
Scott Quinnell proviene da una famiglia che vanta numerosi contributi al rugby gallese: è infatti figlio di Derek, che militò anche nei British and Irish Lions, e fratello maggiore di Craig e Gavin, entrambi professionisti nella disciplina; è, inoltre, nipote di un altro noto rugbista internazionale, Barry John, cognato di suo padre.
Entrato giovanissimo nel Llanelli, esordì nella prima squadra di tale club a 18 anni e, a fine 1993, debuttò nel Galles a Cardiff contro il Canada, partita che si risolse in un'imprevista sconfitta interna 24-26; prese poi parte al vittorioso Cinque Nazioni 1994, ma alla fine dell'estate successiva passò al rugby a 13 nelle file della squadra inglese del Wigan, che gli offrì un ingaggio complessivo di 200 000 sterline per quattro stagioni, fuori portata da qualsiasi club di rugby a 15, disciplina all'epoca obbligata al dilettantismo.
Con il Wigan, club tra i più quotati del league mondiale, vinse due campionati britannici consecutivi (1995 e 1996) e una Challenge Cup nel 1996; inoltre nel 1995 giocò nella Nazionale a 13 del Galles che giunse fino alle semifinali della Coppa del Mondo di quell'anno.
Nel 1995 anche il rugby a 15 divenne professionistico e, un anno più tardi, i londinesi del Richmond offrirono a Quinnell un ingaggio di 300 000 sterline complessive per 3 anni di contratto, il doppio di quanto il Wigan poteva garantire; Quinnell tornò quindi alla sua disciplina originaria e un anno più tardi fu chiamato nella selezione interbritannica dei British and Irish Lions che affrontò la spedizione 1997 in Sudafrica; tuttavia non ebbe mai l'opportunità di scendere in campo in alcun test match contro gli Springbok, perché si infortunò a Pretoria durante un incontro infrasettimanale contro il Northern Transvaal, che rese necessario il rimpiazzo di Quinnell con l'inglese Tony Diprose.
Prese, ancora, parte alla Coppa del Mondo di rugby 1999 in Galles e successivamente, nel 2001, a un nuovo tour dei British Lions, in Australia, nel corso del quale scese in campo in tutti i tre incontri con gli Wallabies.
Nel 2002 giunse il suo ritiro internazionale; tornato nel frattempo in Galles, entrò nella franchise professionistica di Llanelli degli Scarlets con cui disputò la Celtic League e la cui edizione 2003-04 si aggiudicò; nel 2005 cessò l'attività agonistica.
Dopo il ritiro si è dedicato all'attività di conduttore televisivo e di giornalista; affetto da dislessia è diventato un attivista per la promozione dei sostegni cognitivi ai bambini, che a causa di tale disturbo possono avere ritardi nell'apprendimento; per via della sua intensa attività associativa e professionale vive dal 2009 a Kenilworth, nel Warwickshire.

## Palmarès

### Rugby a 13
- Rugby Football League Championship: 2
Wigan: 1994-95, 1995-96
- Challenge Cup: 1
Wigan: 1996

### Rugby a 15
- Celtic League: 1
Llanelli Scarlets: 2003-04